# Siège de Palamos
Le siège de Palamós fut un épisode de la guerre de la Ligue d'Augsbourg en territoire catalan. Palamós, ville portuaire, fut fortifiée à la fin du XVIIe siècle et possédait une forteresse au sud de cette ville et séparée d'elle par ce qu'on appelle aujourd'hui El Pedró, une pointe côtière. Palamós représentait la possibilité d'un point de débarquement au sud de Roses et d'un point de contrôle maritime. Néanmoins, sa situation opérationnelle pourrait être améliorée, comme l'indique un rapport d'Ambrosio Borsano pour la couronne espagnole. Les circonstances tactiques favorisèrent les intérêts français, qui prirent le contrôle de cette place avec une certaine facilité et rapidité entre le milieu de l'année 1694 et l'année suivante.
Guerre de la Ligue d'Augsbourg
Batailles
- Philippsbourg (1688)
- Sac du Palatinat (1689)
- Baie de Bantry (1689)
- Mayence (1689)
- Walcourt (1689)
- Fleurus (1690)
- Cap Béveziers (1690)
- La Boyne (1690)
- Limerick (1690)
- Staffarda (1690)
- Québec (1690)
- Coni (1691)
- Mons (1691)
- Leuze (1691)
- Aughrim (1691)
- La Hougue (1692)
- Namur (1692)
- Steinkerque (1692)
- Lagos (1693)
- Neerwinden (1693)
- La Marsaille (1693)
- Charleroi (1693)
- Saint-Malo (1693)
- Rivière Ter (1694)
- Palamós (1694)
- Camaret (1694)
- Texel (1694)
- Dieppe (1694)
- Bruxelles (1695)
- Namur (1695)
- Dogger Bank (1696)
- Carthagène (1697)
- Barcelone (1697)
- Baie d'Hudson (1697)

## Antécédents
Après la chute de Roses (ca) l'année précédente et la défaite espagnole à la bataille de Torroella, l'armée dirigée par le maréchal de Noailles passa au sud du Ter, avançant vers Palamós.
À l'été 1693, Noailles avait pris Roses et contrôlait les places fortes de Cerdagne (Puigcerdà). Cette position ouvrait la voie vers le sud jusqu'à Berga et Vic et vers l'est depuis Roses vers Gérone. Cependant, durant l'été 1693, les troupes de Noailles furent décimées par les désertions, les épidémies et un transfert soudain de douze régiments pour renforcer les troupes sur le front de Savoie.
Du côté espagnol, dirigé par Juan Pérez de Guzmán (en), duc de Medina-Sidònia, il avait mobilisé pendant la campagne de 1693 2 200 unités d'infanterie et cinq unités de cavalerie vers la Principauté de Catalogne et avait réparti ses forces entre les places de Tarragone, Castellfollit, Palamós, Gérone et Berga. Le duc de Medina-Sidònia stationna ses troupes à Esponellà, partant le 24 septembre en direction de Camprodon où il avait l'intention de prendre Bellver, mais Noailles effectua des mouvements de troupes pour empêcher l'avancée des espagnols. L'hiver 1693 devint ainsi une situation d'« impasse » dans laquelle les deux camps tentèrent de renforcer leurs positions. Charles II destitua le duc de Medina Sidonia de son poste de vice-roi de Catalogne pour y nommer Juan Manuel Fernández Pacheco, duc d'Escalona-Villena qui demanda d'augmenter les tercios de la Generalité et du Consell des Cent avec douze compagnies supplémentaires (1 200 soldats). De même, des tercios de Castille, de Grenade (arrivés jusqu'à Palamós par mer) et de Naples arrivèrent en Catalogne, au total environ 20 000 hommes et 5 000 chevaux, qui rejoignirent les forces hivernantes.
Du côté français, Noailles reçoit entre 15 000 et 30 000 hommes d'infanterie et environ 5 000 ou 6 000 de cavalerie selon les sources qui arrivèrent dans la Principauté par le col de la Jonquera, avançant à travers l'Empordà jusqu'à Sant Pere Pescador.

## Siège français
Le 30 mai, Noailles, trois jours seulement après la bataille du Ter, avait déjà établi le siège devant Palamós. Le lendemain, deux batteries (sept canons) furent établies au Puig de les Creus. Par mer, 30 navires et 40 galères de l'amiral de Tourville s'approchèrent et débarquèrent cinq pièces d'artillerie et trois mortiers. Entre le 2 et le 6 juin, les murs de la ville furent bombardés jusqu'à ce qu'une brèche soit ouverte. Le 7, les troupes françaises lancèrent des assauts contre la brèche et la Porte de Terre, remportant des succès et prenant la ville et six cents prisonniers. Le lendemain, le bombardement de la forteresse commença. Après deux jours de bombardements et l'ouverture d'une brèche, le gouverneur de la place décida de se rendre. La garnison fut faite prisonnière.

## Siège espagnol
La ville et la forteresse de Palamós furent occupés jusqu'en 1695. En avril de cette année-là, les troupes françaises (six cents hommes) quittèrent la ville par la mer et se réfugièrent à Palamós. le marquis de Gastañaga, nouveau vice-roi de Catalogne, récupéra la ville sans intervention armée. En août 1695, Gastañaga, qui préparait l'attaque de la ville en négociant l'aide de l'amiral Russell, estimait la garnison de Palamós à 10 000 fantassins et au moins 6 000 chevaux et dragons.
Le 18 août 1695, la flotte arrive en vue de Palamós. Le lendemain, 3 000 soldats anglais et 1 200 hollandais (répartis en trois régiments) débarquèrent et occupèrent les collines voisines entre Palamós et Palafrugell, d'où Vendôme tenta sans succès de les harceler jusqu'au 21, date à laquelle ils se retirèrent vers Palafrugell. Le lendemain, le bombardement terrestre et maritime de Palamós commença, mais il dut être interrompu le jour suivant en raison d'une mer agitée, ce qui empêcha également un nouveau débarquement de troupes. Il semble que les troupes impériales aient été retirées par leur commandant, le landgrave de Hesse-Darmstadt, et que le siège espagnol ait ainsi été effectivement levé. Il semble que les désaccords entre le landgrave et Gastañaga étaient anciennes. Le premier justifiait la levée du siège par l'impuissance des troupes assiégeantes face à une éventuelle attaque depuis Palafrugell. Cependant, les troupes de Gastañaga se retirèrent vers Tordera et Llinars. Les Français commencèrent à détruire la forteresse de Palamós, car elle était gravement endommagée après le bombardement et avec la citadelle portuaire de Roses à leur disposition, il y avait un risque qu'elle soit récupérée par les troupes espagnoles. Les troupes françaises préférèrent ainsi se concentrer sur les places de Gérone et de Roses.